# Gare de Vayres
Gare de Vayres – stacja kolejowa w miejscowości Vayres, w departamencie Żyronda, w regionie Nowa Akwitania, we Francji. Jest zarządzana przez SNCF i obsługiwana przez pociągi TER Nouvelle-Aquitaine. 
W 2016 z usług stacji skorzystało 18 33 pasażerów.

## Położenie
Znajduje się na linii Paryż – Bordeaux, na km 556,097 między stacjami Libourne i Saint-Sulpice - Izon, na wysokości 11 m n.p.m..

## Linie kolejowe
- Linia Paryż – Bordeaux